# Crazy Story, Pt. 3
Crazy Story, Pt. 3 è un singolo del rapper statunitense King Von, pubblicato il 13 settembre 2019.

## Descrizione
È la terza parte del brano Crazy Story.

## Tracce
1. Crazy Story, Pt. 3 – 3:11